# Neuvième
Cet article concerne l’intervalle. Pour l’accord de neuvième, voir Accord de cinq notes.
En théorie musicale, une neuvième (parfois abrégée « 9e ») est un intervalle constitué d'une seconde augmentée d'une octave. Il s'agit d'un intervalle redoublé. De même que la seconde, la neuvième peut être majeure, mineure, diminuée ou augmentée.